# Rapide-Danseur
Rapide-Danseur es un municipio canadiense situado en la provincia de Quebec.

## Superficie
Rapide-Danseur tiene una superficie de 173,73 km².

## Demografía
En 2021, tenía 380 habitantes, una densidad poblacional de 2,2 hab./km², y 209 viviendas.